# Press Play
Press Play — четвёртый студийный альбом американского рэпера Puff Daddy, выпущенный 17 октября 2006 года на лейбле Bad Boy Records.
Это его первый альбом под сценическим псевдонимом «Diddy» и его первый релиз, дистрибуцией которого занимался лейбл Atlantic Records, принадлежащий компании Warner Music Group. В основном ориентированный на данс-поп и хип-хоп звук, это свободный концептуальный альбом, который содержит лирические темы, обсуждающие проблемы взлётов и падений его интимных отношений.
Альбом был спродюсирован Diddy, K-Def, Grind Music, Havoc, SC, Jai, Younglord, Just Blaze, Danja, Big Boi, Rob Lewis, Kanye West, will.i.am, Timbaland, Mario Winans, Rich Harrison, The Neptunes. В записи альбома приняли участие рэперы Big Boi, Scar, Timbaland, Twista, Shawnna, Nas, а также R&B-исполнители Jack Knight, Angela Hunte, Nicole Scherzinger, Christina Aguilera, Ciara, Avant, Cee Lo Green, Mika Lett, S. Rosete, Keri, Keri Hilson, Mario Winans, Brandy, Keyshia Cole, Mary J. Blige, Jamie Foxx и Fergie.
Press Play имел значительный коммерческий успех, дебютировав под номером 1 в чартах Billboard 200 и Top R&B/Hip Hop Albums. Альбом также дебютировал на 11 месте в чарте UK Albums Chart в Великобритании. По данным Soundscan, за первую неделю было продано 170 тысяч копий альбома. Альбом был сертифицирован RIAA как «золотой» 21 ноября 2006 года.
Три сингла из альбома попали в чарты американского журнала Billboard: «Come to Me», «Tell Me» и «Last Night». Они также стали успешными в чарте UK Singles Chart в Великобритании.
Альбом стал доступен для предварительного прослушивания на шоу The Leak на телеканале MTV 10 октября 2006 года, за неделю до того, как начал продаваться в магазинах. Press Play получил в целом смешанные и положительные отзывы от музыкальных критиков.

## Видеоклипы
Было выпущено 4 видеоклипа на песни из альбома: «Tell Me» (feat. Christina Aguilera), «Come To Me» (feat. Nicole Scherzinger), «Last Night» (feat. Keyshia Cole) и «Through The Pain» (feat. Mario Winans).

## Список композиций
| №                   | Название                                                  | Продюсер(ы)                                   | Длительность |
| ------------------- | --------------------------------------------------------- | --------------------------------------------- | ------------ |
| 1.                  | «Testimonial (Intro)»                                     | Diddy & J-Dub                                 | 2:24         |
| 2.                  | «We Gon' Make It» (featuring Jack Knight)                 | K-Def; Diddy (co-producer)                    | 3:33         |
| 3.                  | «I Am (Interlude)»                                        | Grind Music & Diddy                           | 1:46         |
| 4.                  | «The Future»                                              | Havoc                                         | 3:11         |
| 5.                  | «Hold Up» (featuring Angela Hunte)                        | SC; Havoc (co-producer)                       | 3:29         |
| 6.                  | «Come to Me» (featuring Nicole Scherzinger)               | Jai, Younglord & Diddy                        | 4:36         |
| 7.                  | «Tell Me» (featuring Christina Aguilera)                  | Just Blaze                                    | 4:06         |
| 8.                  | «Wanna Move» (featuring Big Boi, Ciara & Scar)            | Danja, Big Boi                                | 5:18         |
| 9.                  | «Diddy Rock» (featuring Shawnna & Twista & Timbaland)     | Danja                                         | 5:12         |
| 10.                 | «Claim My Place (Interlude)» (featuring Avant)            | Rob Lewis                                     | 3:25         |
| 11.                 | «Everything I Love» (featuring Nas & Cee-Lo Green)        | Kanye West; Diddy (co-producer)               | 4:23         |
| 12.                 | «Special Feeling» (featuring Mika Lett)                   | will.i.am & Diddy; Mario Winans (co-producer) | 4:25         |
| 13.                 | «Crazy Thang (Interlude)» (featuring S. Rosete)           | Rob Lewis                                     | 1:15         |
| 14.                 | «After Love» (featuring Keri Hilson)                      | Timbaland & Danja                             | 4:47         |
| 15.                 | «Through the Pain (She Told Me)» (featuring Mario Winans) | Mario Winans; Diddy (co-producer)             | 5:28         |
| 16.                 | «Thought You Said» (featuring Brandy)                     | Mario Winans; Diddy (co-producer)             | 5:49         |
| 17.                 | «Last Night» (featuring Keyshia Cole)                     | Mario Winans; Diddy (co-producer)             | 6:26         |
| 18.                 | «Making It Hard» (featuring Mary J. Blige)                | Rich Harrison                                 | 4:54         |
| 19.                 | «Partners for Life» (featuring Jamie Foxx)                | The Neptunes                                  | 4:30         |
| Общая длительность: | Общая длительность:                                       | Общая длительность:                           | 79:16        |

| №   | Название                            | Продюсер(ы) | Длительность |
| --- | ----------------------------------- | ----------- | ------------ |
| 20. | «All Night Long» (featuring Fergie) | will.i.am   | 6:25         |
| 21. | «Get Off»                           | Sean C & LV | 4:28         |

Ограниченная версия
- Ограниченная версия альбома включает в себя рассказ о том, как P. Diddy встретил женщину в клубе, а также эксклюзивные версии песен, которые были выпущены от Target и Best Buy, у Target есть бонус-DVD, а Best Buy включает бонус-трек под названием «Get Off».

Семплы
Список семплов, используемых в Press Play:
| Testimonial (Intro) - «Head Over Heels» by Tears for Fears We Gon' Make It - «Shaft in Africa» by Johnny Pate I Am (Interlude) - Excerpts from «You’ve Made Me So Very Happy» by Lou Rawls Hold Up - Excerpts from «White Shutters» by Jerry Peters | Special Feeling - «Baby I'm A Star» by Prince Making It Hard - Excerpts from «I Need Love» by Hunts Determination Last Night - «Erotic City» by Prince |

## Участники записи
Авторы песен:
- The Game и Aasim — «We Gon' Make It»
- Pharoahe Monch — «The Future», «Hold Up»
- Jody Breeze (from Boyz n da Hood) — «Wanna Move», «Through the Pain (She Told Me)», «After Love»
- T.I. — «Wanna Move»
- Mista Raja — «Come to Me»
- Ludacris — «Diddy Rock»
- Royce Da 5'9" — «Tell Me»
- Ness (formerly of Da Band) & Matthew Winans — «Diddy Rock»
- Yummy Bingham and Aasim — «Tell Me»
- Yummy Bingham and Cardan — «Tell Me»
- Static Major — «Tell Me»
- Black Rob and Aasim — «Partners for Life»
- Mike Brown — «Last Night», «Diddy Rock»
- Nas and Aasim — «Everything I Love»
- Ryan Cardona — «Last Night»
- Michael «Ace» McWhorter & Matthew Winans — «Wanna Move», «Last Night», «Through the Pain»

### Еженедельные чарты
| Чарт (2006)                            | Высшая позиция |
| -------------------------------------- | -------------- |
| США (Billboard 200)                    | 1              |
| США (Billboard Top R&B/Hip-Hop Albums) | 1              |
| США (Billboard Top Rap Albums)         | 1              |
| Австралия (ARIA)                       | 41             |
| Австрия (Ö3 Austria)                   | 41             |
| Бельгия/Фландрия (Ultratop)            | 39             |
| Бельгия/Валлония (Ultratop)            | 22             |
| Великобритания (UK Albums Chart)       | 11             |
| Великобритания (UK R&B Chart) (OCC)    | 1              |
| Германия (Offizielle Top 100)          | 32             |
| Дания (Hitlisten)                      | 24             |
| Италия (Classifica album)              | 84             |
| Нидерланды (Album Top 100)             | 58             |
| Франция (SNEP)                         | 31             |
| Швеция (Sverigetopplistan)             | 46             |
| Швейцария (Schweizer Hitparade)        | 9              |

### Итоговые годовые чарты (альбом)
| Чарт (2006)                        | Позиция |
| ---------------------------------- | ------- |
| Top R&B/Hip-Hop Albums (Billboard) | 69      |

| Чарт (2007)                          | Позиция |
| ------------------------------------ | ------- |
| Top Billboard 200 Albums (Billboard) | 146     |
| Top R&B/Hip-Hop Albums (Billboard)   | 52      |

### Синглы
| 2006—2007 | «Come to Me»                     | 4  | 9  | 13 | 3  |
| 2006—2007 | «Tell Me»                        | 8  | 47 | 38 | 14 |
| 2006—2007 | «Last Night»                     | 14 | 10 | 7  | 25 |
| 2006—2007 | «Through the Pain (She Told Me)» | 50 | –  | –  | –  |

## Сертификации

### Альбом
| Регион | Сертификация | Продажи  |
| --- | ------------ | -------- |
| США (RIAA) | Золотой      | 500 000^ |
| Великобритания (BPI) | Золотой      | 100 000^ |
| * Данные о продажах приведены только на основе сертификации. ^ Данные о тиражах приведены только на основе сертификации. |              |          |

### Синглы
| Регион | Сертификация | Продажи  |
| --- | ------------ | -------- |
| Великобритания (BPI) · «Tell Me»                                                                                         | Серебряный   | 200 000^ |
| Германия (BVMI) · «Come To Me»                                                                                           | Золотой      | 150 000^ |
| * Данные о продажах приведены только на основе сертификации. ^ Данные о тиражах приведены только на основе сертификации. |              |          |